# Vlaamse verkiezingen 1999
Op zondag 13 juni 1999 werden in Vlaanderen verkiezingen gehouden voor het Vlaams Parlement. Deze werden samen met de federale verkiezingen en de Europese Parlementsverkiezingen gehouden.

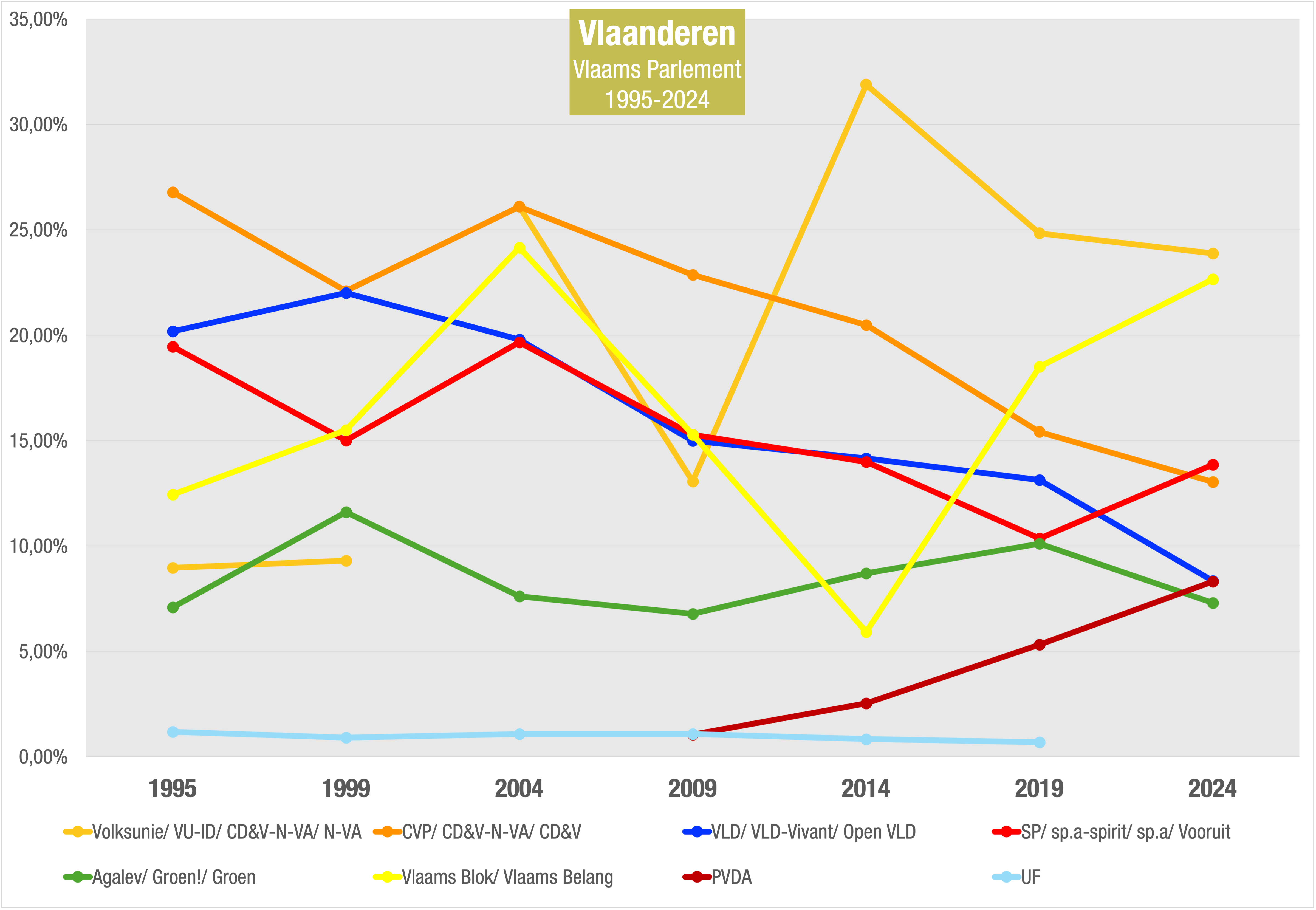
Grafiek van de Vlaamse partijen en hun behaalde resultaten voor het Vlaams Parlement van 1995 tot en met 2024, uitgedrukt in procenten.

## Kieskringen
Deze verkiezing was de laatste op Vlaams niveau waar de arrondissementele kieskringen nog gehanteerd werden. Voor de volgende Vlaamse verkiezingen 2004 werden deze samengevoegd tot provinciale kieskringen.
- Antwerpen: Antwerpen (19 zetels) en Mechelen-Turnhout (14)
- Vlaams-Brabant: Halle-Vilvoorde (11) en Leuven (9)
- Limburg: Hasselt-Tongeren-Maaseik (15)
- Oost-Vlaanderen: Gent-Eeklo (12), Sint-Niklaas-Dendermonde (8) en Aalst-Oudenaarde (8)
- West-Vlaanderen: Brugge (5), Kortrijk-Roeselare-Tielt (10) en Veurne-Diksmuide-Ieper (7)

## Resultaten

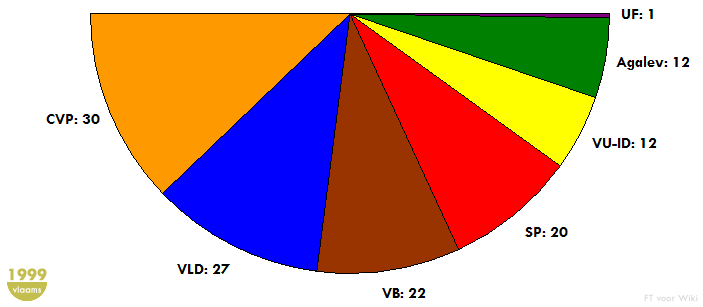
Zetelverdeling van het Vlaams Parlement in 1999

Naast de 118 verkozenen uit het Vlaamse Gewest, werd het parlement aangevuld met zes Vlaamse verkozenen uit het Brussels Hoofdstedelijk Gewest.* Voor deze verkiezingen waren er 4.471.695 ingeschreven kiezers waarvan 4.121.933 (92,2%) hun stem uitbrachten. Van de uitgebrachte stemmen waren er 3.883.184 geldig en 238.749 blanco of ongeldig.
|                      | Partij               | Stemmen   | %    | Zetels * |
| -------------------- | -------------------- | --------- | ---- | -------- |
|                      | CVP                  | 857.732   | 22,1 | 28+2     |
|                      | VLD                  | 855.867   | 22,0 | 27       |
|                      | Vlaams Blok          | 603.345   | 15,5 | 20+2     |
|                      | SP                   | 582.419   | 15,0 | 19+1     |
|                      | Agalev               | 451.361   | 11,6 | 12       |
|                      | Volksunie-ID         | 359.226   | 9,3  | 11+1     |
|                      | Vivant               | 77.864    | 2,0  | -        |
|                      | UF                   | 36.683    | 0,9  | 1        |
| Overige              | Overige              | 58.687    | 1,6  | -        |
| Totaal Geldig        | Totaal Geldig        | 3.883.184 | 100  | 124      |
| Ongeldig & Blanco    | Ongeldig & Blanco    | 238.749   | 5,79 |          |
| Totaal Stemmen       | Totaal Stemmen       | 4.121.933 | 100  |          |
| Absenteïsme          | Absenteïsme          | 349.762   | 7,82 |          |
| Ingeschreven Kiezers | Ingeschreven Kiezers | 4.471.695 | 100  |          |

### Zetels per kieskring
| Kieskring \ Partij           | CVP | VLD | VB | SP | Agalev | VU-ID | UF | Totaal |
| Antwerpen                    | 3   | 4   | 6  | 2  | 3      | 1     | –  | 19     |
| Hasselt-Tongeren-Maaseik     | 4   | 3   | 2  | 4  | 1      | 1     | –  | 15     |
| Mechelen-Turnhout            | 4   | 3   | 2  | 2  | 1      | 2     | –  | 14     |
| Gent-Eeklo                   | 3   | 3   | 2  | 1  | 2      | 1     | –  | 12     |
| Halle-Vilvoorde              | 2   | 3   | 2  | 1  | 1      | 1     | 1  | 11     |
| Kortrijk-Roeselare-Tielt     | 3   | 2   | 1  | 2  | 1      | 1     | –  | 10     |
| Leuven                       | 2   | 2   | 1  | 2  | 1      | 1     | 0  | 9      |
| Sint-Niklaas-Dendermonde     | 2   | 2   | 1  | 1  | 1      | 1     | –  | 8      |
| Aalst-Oudenaarde             | 1   | 2   | 2  | 2  | 0      | 1     | –  | 8      |
| Veurne-Diksmuide-Ieper       | 2   | 2   | 1  | 1  | 0      | 1     | –  | 7      |
| Brugge                       | 2   | 1   | 0  | 1  | 1      | 0     | –  | 5      |
| Totaal (enkel Vlaams Gewest) | 28  | 27  | 20 | 19 | 12     | 11    | 1  | 118    |
| Brussel-Hoofdstad            | 2   | 0   | 2  | 1  | 0      | 1     | –  | 6      |
| Totaal (Vlaamse Gemeenschap) | 30  | 27  | 22 | 20 | 12     | 12    | 1  | 124    |

## Parlement en regering
Na de verkiezingen vormden de VLD, SP, Agalev en Volksunie-ID de Regering-Dewael I. Het was de eerste keer dat de christendemocraten geen deel uitmaakte van de Vlaamse regering. Nadat minister-president Patrick Dewael in 2003 de overstap maakte naar de federale regering Verhofstadt II werd de Regering-Somers I gevormd, die ruim een jaar in het zadel bleef tot de verkiezingen van 2004. Nadat de Volksunie ophield te bestaan in 2001 kende het parlement een aanzienlijke zetelverschuiving nadat sommige oud-VU'ers overstapten naar andere partijen of verder zetelden als onafhankelijke.